# Черокі-Вілледж (Арканзас)
Черокі-Вілледж (англ. Cherokee Village) — місто (англ. city) в США, в округах Шарп і Фултон штату Арканзас. Населення — 4780 осіб (2020).

## Географія
Черокі-Вілледж розташоване за координатами 36°17′32″ пн. ш. 91°34′15″ зх. д. / 36.29222° пн. ш. 91.57083° зх. д. (36.292143, -91.570939). За даними Бюро перепису населення США в 2010 році місто мало площу 53,60 км², з яких 51,32 км² — суходіл та 2,28 км² — водойми.

## Демографія
Згідно з переписом 2010 року, у місті мешкала 4671 особа в 2190 домогосподарствах у складі 1438 родин. Густота населення становила 87 осіб/км². Було 2956 помешкань (55/км²).
Расовий склад населення:
| - 97,3 % — білих - 0,5 % — корінних американців - 0,3 % — азіатів - 0,2 % — чорних або афроамериканців |

До двох чи більше рас належало 1,2 %. Іспаномовні складали 2,0 % від усіх жителів.
За віковим діапазоном населення розподілялося таким чином: 17,4 % — особи молодші 18 років, 48,1 % — особи у віці 18—64 років, 34,5 % — особи у віці 65 років та старші. Медіана віку мешканця становила 55,1 року. На 100 осіб жіночої статі у місті припадало 94,0 чоловіків; на 100 жінок у віці від 18 років та старших — 90,0 чоловіків також старших 18 років.
Середній дохід на одне домашнє господарство становив 42 068 доларів США (медіана — 34 023), а середній дохід на одну сім'ю — 53 301 долар (медіана — 44 195). За межею бідності перебувало 20,3 % осіб, у тому числі 34,5 % дітей у віці до 18 років та 5,7 % осіб у віці 65 років та старших.
Цивільне працевлаштоване населення становило 1518 осіб. Основні галузі зайнятості: освіта, охорона здоров'я та соціальна допомога — 28,5 %, мистецтво, розваги та відпочинок — 12,7 %, роздрібна торгівля — 12,4 %.
За даними перепису населення 2000 року в Черокі-Вілледж проживало 4648 осіб, 1577 сімей, налічувалося 2182 домашніх господарств та 2892 житлових будинки. Середня густота населення становила близько 90,2 осіб на один квадратний кілометр. Расовий склад Черокі-Вілледж за даними перепису розподілився таким чином: 97,14 % білих, 0,17 % — чорних або афроамериканців, 0,65 % — корінних американців, 0,24 % — азіатів, 0,02 % — вихідців з тихоокеанських островів, 1,68 % — представників змішаних рас, 0,11 % — інших народів. Іспаномовні склали 0,62 % від усіх жителів міста.
З 2182 домашніх господарств в 16,3 % — виховували дітей віком до 18 років, 63,3 % представляли собою подружні пари, які спільно проживали, в 6,7 % сімей жінки проживали без чоловіків, 27,7 % не мали сімей. 24,8 % від загального числа сімей на момент перепису жили самостійно, при цьому 16 % склали самотні літні люди у віці 65 років та старше. Середній розмір домашнього господарства склав 2,13 особи, а середній розмір родини — 2,50 особи.
Населення міста за віковим діапазоном за даними перепису 2000 року розподілилося таким чином: 15,6 % — жителі молодше 18 років, 4,1 % — між 18 і 24 роками, 15,9 % — від 25 до 44 років, 26,2 % — від 45 до 64 років і 38,1 % — у віці 65 років та старше. Середній вік мешканця склав 58 років. На кожні 100 жінок в Черокі-Вілледж припадало 90,9 чоловіків, у віці від 18 років та старше — 88,7 чоловіків також старше 18 років.
Середній дохід на одне домашнє господарство в місті склав 27 997 доларів США, а середній дохід на одну сім'ю — 29 636 доларів. При цьому чоловіки мали середній дохід в 22 639 доларів США на рік проти 18 571 долар середньорічного доходу у жінок. Дохід на душу населення в місті склав 17 105 доларів на рік. 9,9 % від усього числа сімей в окрузі і 13,4 % від усієї чисельності населення перебувало на момент перепису населення за межею бідності, при цьому 29,2 % з них були молодші 18 років і 5,6 % — у віці 65 років та старше.